# Boisduvalodes tamatavana
Boisduvalodes tamatavana är en fjärilsart som beskrevs av Charles Oberthür 1922. Boisduvalodes tamatavana ingår i släktet Boisduvalodes och familjen snigelspinnare. Inga underarter finns listade i Catalogue of Life.